# I Look to You (album)
I Look to You is het zevende studioalbum van de Amerikaanse zangeres Whitney Houston. Het album verscheen op 4 september 2009 en kwam een week later op nummer 1 binnen in de Nederlandse Album Top 100. In de albumlijst van de Vlaamse Ultratop 50 bereikte het album de hoogste notering (zevende plaats) in de tweede week.

## Tracklist
| 1  | Million Dollar Bill           |          | 3:24 |
| 2  | Nothin' But Love              |          | 3:35 |
| 3  | Call You Tonight              |          | 4:08 |
| 4  | I Look To You                 |          | 4:25 |
| 5  | Like I Never Left             | met Akon | 3:49 |
| 6  | A Song For You                |          | 4:11 |
| 7  | I Didn't Know My Own Strength |          | 3:40 |
| 8  | Worth It                      |          | 4:39 |
| 9  | For The Lovers                |          | 4:14 |
| 10 | I Got You                     |          | 4:12 |
| 11 | Salute                        |          | 4:10 |

## Hitnotering
| "I Look To You" in de Nederlandse Album Top 100 Hitnotering (week 1 t/m 11): 12-09-2009 t/m 21-11-2009 Hitnotering (week 12 t/m 24): 05-12-2009 t/m 27-02-2010 Hitnotering (week 25): 03-04-2010 | "I Look To You" in de Nederlandse Album Top 100 Hitnotering (week 1 t/m 11): 12-09-2009 t/m 21-11-2009 Hitnotering (week 12 t/m 24): 05-12-2009 t/m 27-02-2010 Hitnotering (week 25): 03-04-2010 | "I Look To You" in de Nederlandse Album Top 100 Hitnotering (week 1 t/m 11): 12-09-2009 t/m 21-11-2009 Hitnotering (week 12 t/m 24): 05-12-2009 t/m 27-02-2010 Hitnotering (week 25): 03-04-2010 | "I Look To You" in de Nederlandse Album Top 100 Hitnotering (week 1 t/m 11): 12-09-2009 t/m 21-11-2009 Hitnotering (week 12 t/m 24): 05-12-2009 t/m 27-02-2010 Hitnotering (week 25): 03-04-2010 | "I Look To You" in de Nederlandse Album Top 100 Hitnotering (week 1 t/m 11): 12-09-2009 t/m 21-11-2009 Hitnotering (week 12 t/m 24): 05-12-2009 t/m 27-02-2010 Hitnotering (week 25): 03-04-2010 | "I Look To You" in de Nederlandse Album Top 100 Hitnotering (week 1 t/m 11): 12-09-2009 t/m 21-11-2009 Hitnotering (week 12 t/m 24): 05-12-2009 t/m 27-02-2010 Hitnotering (week 25): 03-04-2010 | "I Look To You" in de Nederlandse Album Top 100 Hitnotering (week 1 t/m 11): 12-09-2009 t/m 21-11-2009 Hitnotering (week 12 t/m 24): 05-12-2009 t/m 27-02-2010 Hitnotering (week 25): 03-04-2010 | "I Look To You" in de Nederlandse Album Top 100 Hitnotering (week 1 t/m 11): 12-09-2009 t/m 21-11-2009 Hitnotering (week 12 t/m 24): 05-12-2009 t/m 27-02-2010 Hitnotering (week 25): 03-04-2010 | "I Look To You" in de Nederlandse Album Top 100 Hitnotering (week 1 t/m 11): 12-09-2009 t/m 21-11-2009 Hitnotering (week 12 t/m 24): 05-12-2009 t/m 27-02-2010 Hitnotering (week 25): 03-04-2010 | "I Look To You" in de Nederlandse Album Top 100 Hitnotering (week 1 t/m 11): 12-09-2009 t/m 21-11-2009 Hitnotering (week 12 t/m 24): 05-12-2009 t/m 27-02-2010 Hitnotering (week 25): 03-04-2010 | "I Look To You" in de Nederlandse Album Top 100 Hitnotering (week 1 t/m 11): 12-09-2009 t/m 21-11-2009 Hitnotering (week 12 t/m 24): 05-12-2009 t/m 27-02-2010 Hitnotering (week 25): 03-04-2010 | "I Look To You" in de Nederlandse Album Top 100 Hitnotering (week 1 t/m 11): 12-09-2009 t/m 21-11-2009 Hitnotering (week 12 t/m 24): 05-12-2009 t/m 27-02-2010 Hitnotering (week 25): 03-04-2010 | "I Look To You" in de Nederlandse Album Top 100 Hitnotering (week 1 t/m 11): 12-09-2009 t/m 21-11-2009 Hitnotering (week 12 t/m 24): 05-12-2009 t/m 27-02-2010 Hitnotering (week 25): 03-04-2010 | "I Look To You" in de Nederlandse Album Top 100 Hitnotering (week 1 t/m 11): 12-09-2009 t/m 21-11-2009 Hitnotering (week 12 t/m 24): 05-12-2009 t/m 27-02-2010 Hitnotering (week 25): 03-04-2010 | "I Look To You" in de Nederlandse Album Top 100 Hitnotering (week 1 t/m 11): 12-09-2009 t/m 21-11-2009 Hitnotering (week 12 t/m 24): 05-12-2009 t/m 27-02-2010 Hitnotering (week 25): 03-04-2010 |
| Week | 1 | 2 | 3 | 4 | 5 | 6 | 7 | 8 | 9 | 10 | 11 | | 12 | 13 |
| --- | --- | --- | --- | --- | --- | --- | --- | --- | --- | --- | --- | --- | --- | --- |
| Nummer | 1 | 6 | 10 | 20 | 27 | 40 | 44 | 46 | 72 | 76 | 80 | uit | 42 | 53 |
| Week | 14 | 15 | 16 | 17 | 18 | 19 | 20 | 21 | 22 | 23 | 24 | | 25 | |
| Nummer | 47 | 48 | 51 | 52 | 33 | 27 | 58 | 67 | 78 | 79 | 77 | uit | 76 | uit |